# Masingwaneng
Masingwaneng est une ville du Botswana.